# Кинематограф Ямайки
Кинематограф Ямайки представляет собой совокупность фильмов, снятых на острове. Из-за общего бедного положения страны своя полноценная кинопромышленность на Ямайке отсутствует. Местные фильмы появляются от случая к случаю. С другой стороны, на острове часто ведут кинопроизводство иностранные компании, в основном американские.

## Иностранное кинопроизводство

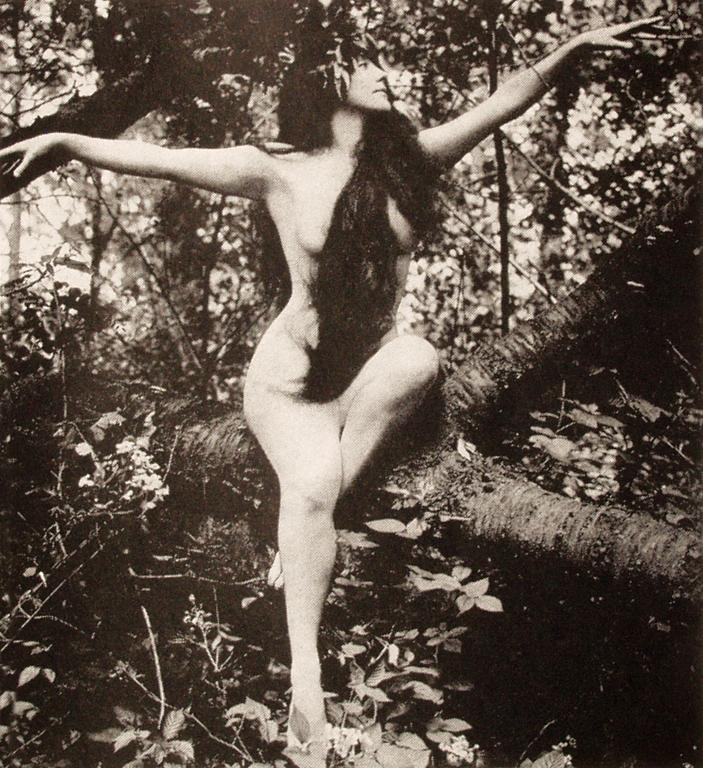
Австралийская пловчиха Аннет Келлерман в фильме «Дочь богов», 1916 год

Для иностранных кинопроизводителей Ямайка привлекательна в первую очередь своей природой. В основном здесь снимают свои фильмы американские компании, что обусловлено расположением острова неподалёку от Флориды. Также немаловажно, что в бедной стране себестоимость съёмок фильмов ниже. Однако в последнее время Ямайка проигрывает по своей привлекательности для кинопроизводителей другим странам карибского региона. Это связано с тем, что страны-соседи Ямайки приняли законы о льготном налогообложении для иностранных компаний. Например с 2010 по 2017 годы на Ямайке не было снято ни одного крупного иностранного фильма, при этом в это же время американцы снимали на Кубе, в Доминиканской Республике и в Пуэрто-Рико.
Одним из первых фильмов снятых на Ямайке был фильм «Дочь богов» 1916 года. Фильм был снят за $1 млн и являлся одним из самых дорогих для своего времени. В Кингстоне были построены большие декорации мавританского города. Также этот фильм является одним из ранних примеров полного обнажения актрисы в мейнстримовом кино. Съёмками руководил кинопродюсер Уильям Фокс, за год до этого основавший Fox Film Corporation. Фильм считается утраченным, хотя сохранились фотографии со съёмок и рекламные постеры.
В разное время на Ямайке были сняты такие фильмы, как «Дочь дьявола» (1939), «20 000 льё под водой» (1954), «Повелитель мух» (1963), «Ураган над Ямайкой» (1965), «Двойник Флинта» (1967), «Темнота солнца» (1968), «Мотылёк» (1973), «Эврика» (1983), «Клуб „Рай“» (1986), «Сердце Клары» (1988), «Коктейль» (1988), «Могучий Куинн» (1989), «Остров сокровищ» (1990), «Попкорн» (1991), «Крутые виражи» (1993), «Увлечение Стеллы» (1998), «Лицензия на брак» (2007), «Рыцарь дня» (2010) и другие.
На Ямайке снимали первый фильм из киносерии фильмов о британском суперагенте Джеймсе Бонде «Доктор Ноу» (1962). Именно здесь была снята знаменитая сцена, когда из воды выходит первая девушка Бонда Урсула Андресс в знаменитом белом бикини. Этот пляж и сейчас известен, как пляж Джеймса Бонда. Также в особняке неподалёку долгое время жил Ян Флеминг, создатель книг об агенте 007. Некоторые сцены для восьмого фильма бондианы «Живи и дай умереть» (1973), также были сняты на Ямайке.
Проблема иностранных фильмов снятых на Ямайке заключается в нереалистичном отображении жизни острова. Ямайка в них представлена, как некое райское место. Сами ямайцы если же и появляются в этих фильмах, то обычно в роли рабов, либо прислуги, либо как преступники, которые хотят навредить главным белым героям.

## Местное кинопроизводство

### «Тернистый путь»
В 1972 году режиссёр Перри Хенцель выпустил фильм «Тернистый путь», который стал сенсацией и культом на Ямайке. Этот фильм был не просто снят на Ямайке, он был непосредственно о Ямайке. Главными героями фильма было местное население, которое увидело на киноэкране самих себя. Фильм был снят прямо на улицах Кингстона, а герои в нём говорили на местном наречии. В фильме также звучало много местной музыки, а главную роль исполнил регги-музыкант Джимми Клифф (в фильме звучали, например, такие песни, как «Rivers of Babylon» и «Many Rivers to Cross»). Вообще фильм стал прорывом для регги-музыки в мире, поскольку до него о регги за пределами Ямайки знали только в узких кругах. Сюжет фильма частично основан на жизни ямайского гангстера Винсента Мартина, орудовавшего в 40-х годах, с той разницей, что настоящий Мартин не был музыкантом.
Фильм «Тернистый путь» оказал большое влияние на последующие ямайские фильмы и заложил основы того, каким должно быть ямайское кино. Главное, что оно должно быть реалистичными и должно правдиво отражать местные проблемы: бедность и нищета, повальная коррупция, религиозные противоречия (противостояние христианства и растафарианства). Также в фильме обязательно должно быть много музыки, либо главные герои должны быть музыкантами.

### После 1972 года

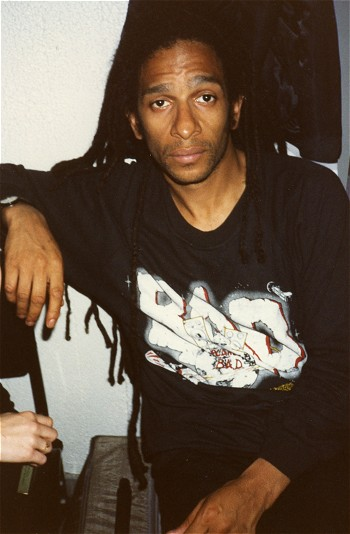
Музыкант и режиссёр Дон Леттс

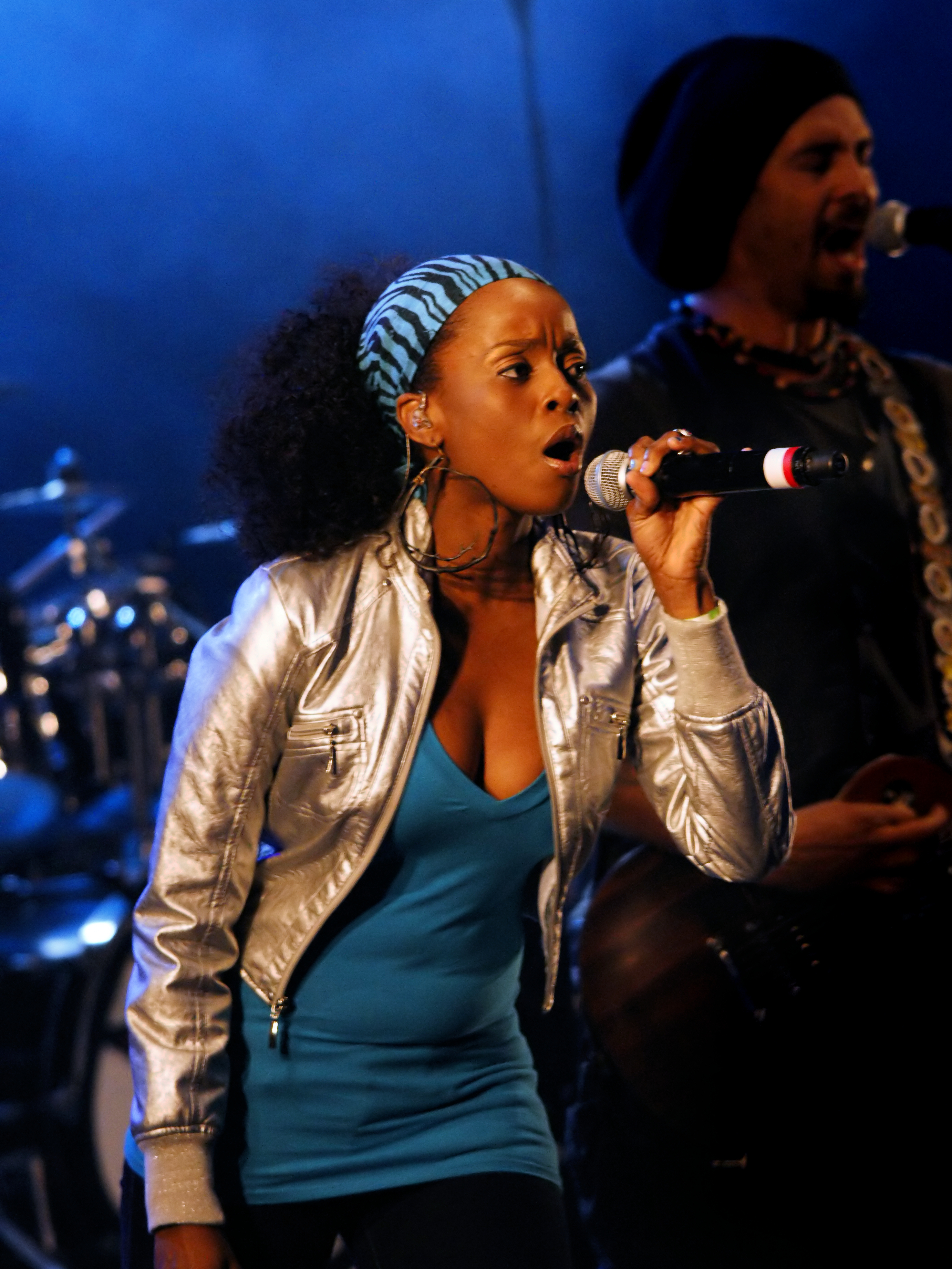
Регги- и дэнсхолл-певица Шерин Андерсон

В 1976 году Тревор Рон, один из авторов сценария «Тернистого пути», поставил сатирический фильм «Улыбающийся апельсин» (англ. Smile Orange).
В 1978 году на Ямайку прибыл греческий режиссёр Тед Бафалукос, чтобы снимать здесь документальный фильм о регги. Неожиданно идея фильма разрослась до съёмок полноценного художественного фильма. Так появился фильм «Рокеры» с большим количеством регги-звёзд в роли самих себя.
В 1982 году вышел фильм «Кантримэн». Фильм рассказывает об отшельнике, живущем в джунглях, который отказался от одежды и не использует транспортные средства. По сюжету Кантримэн помогает американцам, пережившим крушение самолёта. В главной роли был снят настоящий отшельник. Фильм посвящён Бобу Марли, который умер за год до выхода фильма, и содержит много его музыки.
В 1999 году Крисом Брауном был снят фильм «Полицейский третьего мира» (англ. Third World Cop).
Британский диджей, музыкант и режиссёр Дон Леттс, имеющий ямайские корни, родился в Лондоне. Он снимал видеоклипы для таких групп, как The Clash, The Psychedelic Furs, The Pretenders и других, однако очень проникся и музыкой с родины предков. В 1976 году он смог познакомиться с Бобом Марли, когда тот выступал в Лондоне. В конце 90-х — начале 2000-х годов Дон Леттс вместе с Риком Элгудом поставили на Ямайке два фильма: «Королева дэнсхолла» и «Одна любовь». Первый фильм посвящён популярному на Ямайке одноимённому танцевальному конкурсу. Второй фильм рассказывает о любви девушки и парня, которым сложно быть вместе из-за религиозных разногласий. В этом фильме снялись Шерин Андерсон и Кай-Мани Марли. Кай-Мани Марли снялся в главной роли и в фильме «Стрельба» 2002 года.
В 2011 году вышел фильм «За воротами» (англ. Out the Gate). Фильм о человеке, который мечтает покинуть дом и уехать в Америку, чтобы стать там музыкантом.
В 2017 году Индия выразила заинтересованность в оказании помощи развитию ямайской киноиндустрии. Индия выразила желание помочь стипендиями, а также стажировками в театральные школы Индии для ямайских актёров.

## Кинофестивали
С 2004 года в стране проводится Flashpoint Film Festival. Фестиваль был организован с целью поощрить создание новых фильмов, а также чтобы режиссёры стран карибского бассейна могли собраться вместе и показать публике свои фильмы. Первоначально фестиваль проходил в курортном посёлке Негрил, но в 2008 году был перенесён в Порт-Ройал, поближе к столице, чтобы большее количество людей могли его посетить.
В 2008 году на Ямайке был организован Reggae Film Festival. На этом фестивале показывают фильмы со всего мира, которые имеют какое-либо отношение к регги-музыке.